# Tête de Paccaly
La Tête de Paccaly est un sommet de la chaîne des Aravis, à 2 467 m d'altitude, dans le département de la Haute-Savoie.
Dans le prolongement de la crête qui descend vers le nord-ouest, entre la combe de Tardevant (où baigne un petit lac) et la combe de Paccaly s'élèvent les rochers de la Salla (2 232 m).